# Shaunae Miller-Uibo
Shaunae Miller-Uibo (* 15. April 1994 in Nassau als Shaunae Miller) ist eine bahamaische Sprinterin und Olympiasiegerin.

## Sportliche Laufbahn
Über 400 Meter siegte sie bei den Juniorenweltmeisterschaften 2010 in Moncton und bei den Jugendweltmeisterschaften 2011 in Lille.
Bei den Olympischen Spielen 2012 in London erreichte sie im Vorlauf über 400 Meter nicht das Ziel, und bei den Weltmeisterschaften 2013 in Moskau wurde sie Vierte über 200 Meter. Im selben Jahr wurde sie für die University of Georgia startend NCAA-Hallenmeisterin über 400 Meter.
2014 gewann sie bei den Hallenweltmeisterschaften in Sopot Bronze über 400 Meter. Bei den Commonwealth Games in Glasgow wurde sie Sechste über 400 Meter und Siebte in der 4-mal-400-Meter-Staffel.
2015 stellte sie beim Jamaica International Invitational mit 22,14 s einen nationalen Rekord über 200 Meter auf. Bei den Weltmeisterschaften in Peking gewann sie im 400-Meter-Wettbewerb Silber in 49,67 s hinter Allyson Felix (49,26 s). Im 4-mal-400-Meter-Staffelwettbewerb schied das bahamaische Quartett in der Besetzung Lanece Clarke, Christine Amertil, Katrina Seymour und Miller trotz eines nationalen Rekords von 3:28,46 min im Vorlauf aus.
Bei den Olympischen Spielen 2016 in Rio de Janeiro war sie Fahnenträgerin ihrer Mannschaft bei der Eröffnungsfeier. Im Leichtathletikwettbewerb der Spiele von Rio gewann sie über die 400-Meter-Distanz die Goldmedaille in 49,44 s vor der US-Amerikanerin Allyson Felix (49,51 s). Dabei erreichte sie die Ziellinie mit einem „Hechtsprung“, der ihrer Aussage zufolge ein Fallen war, das aus Entkräftung resultierte.
Beim Prefontaine Classic 2017 in Eugene Oregon wurde sie Zweite über 200 Meter und verbesserte dabei ihren nationalen Rekord von 22,05 s auf 21,91 s. Am 4. Juni 2017 stellte sie dann mit 21,76 s bei einem Straßenrennen in Boston eine neue Weltbestzeit auf gerader Strecke auf. Bei den Weltmeisterschaften in London 2017 kam sie über die 400 Meter kurz vor dem Ziel deutlich in Führung liegend ins Stolpern und wurde nur Vierte. Danach gewann sie dann die Bronzemedaille über 200 Meter. Beim Diamond-League-Finale in Zürich gewann Shaunae Miller-Uibo die 200 Meter in 21,88 s und verbesserte erneut ihren nationalen Rekord. Eine Woche später gewann sie dann in Brüssel in 49,46 s (Weltjahresbestzeit) auch die 400 Meter der Diamond League.
Bei den Commonwealth Games 2018 in Gold Coast gewann sie am 12. April die Goldmedaille über die 200 Meter in 22,09 s. Am 20. Mai stellte sie bei den Boost Boston Games mit 16,23 s (Wind: −0,7 m/s) eine neue Weltbestzeit über 150 Meter straight auf. Beim Diamond League Meeting in Monaco am 20. Juli traf sie auf Salwa Eid Naser und es kam zum schnellsten 400-Meter-Lauf seit September 2009 – Miller-Uibo gewann in neuem Landes- und Diamond Leaguerekord von 48,97 s und löste damit Tonique Williams-Darling nach 14 Jahren als Landesrekordhalterin ab. Am 31. August verteidigte Miller-Uibo ihren Titel über 200 Meter beim Diamond-League-Finale in Brüssel in 22,12 s und blieb damit im Jahr 2018 über 200 und 400 Meter ungeschlagen.
2019 gewann sie bei den Weltmeisterschaften in Doha die Silbermedaille über 400 Meter mit Kontinentalrekord von 48,37 s, schneller war nur die Bahrainerin Salwa Eid Naser, die mit 48,14 s auf Rang 3 der ewigen Weltbestenliste lief.
2021 wiederholte sie bei den Olympischen Spielen in Tokio ihren Triumph von 2016. Im Finale stellte sie mit 48,36 s einen neuen Nord- und Zentralamerikarekord auf. Miller-Uibo ist nach der Französin Marie-José Perec erst die zweite Läuferin, die über die 400 Meter zwei Mal Olympiasiegerin wurde.
2010, 2015 und 2016 wurde Miller-Uibo bahamaische Meisterin im 400-Meter-Lauf. 2017 sicherte sie sich den Titel über 200 Meter und 2018 im Kugelstoßen und im Hochsprung.
Seit 2017 ist sie mit ihrem College-Freund, dem estnischen Zehnkämpfer Maicel Uibo, verheiratet.

## Persönliche Bestzeiten
- 100 Meter: 10,98 s, 24. Juli 2020 in Clermont
- 150 Meter gerade: 16,23 s, 20. Mai 2018 in Boston (Weltbestzeit)
- 200 Meter: 21,74 s, 29. August 2019 in Zürich (bahamaischer Rekord)
  - 200 Meter (Halle): 22,40 s, 31. Januar 2021 in Fayetteville (Arkansas) (bahamaischer Rekord)
  - auf gerader Strecke: 21,76 s, 4. Juni 2017 in Boston (Weltbestzeit)
- 300 Meter: 34,41 s, 20. Juni 2019 in Ostrava (Weltbestzeit)
  - 300 Meter (Halle): 35,45 s, 3. Februar 2018 in New York (Weltbestzeit)
- 400 Meter: 48,36 s, 6. August 2021 in Tokio (Nord- und Zentralamerikarekord)
  - 400 Meter (Halle): 50,88 s, 9. März 2013 in Fayetteville
- Hochsprung: 1,70 m, 22. Juni 2018 in Nassau
- Kugelstoßen: 11,48 m, 22. Juni 2018 in Nassau